# ショウジョウソウモドキ
ショウジョウソウモドキ（猩猩草擬、学名：Euphorbia heterophylla）は、トウダイグサ科トウダイグサ属の一年草。日本では沖縄県を中心に帰化植物として分布する。
リンネの『植物の種』(1753年) で記載された植物種の一つである。

## 特徴

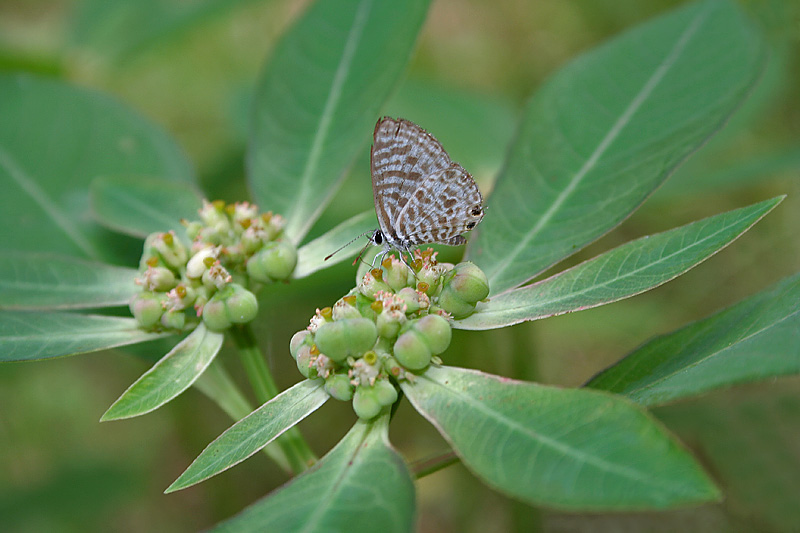
花に止まるカクモンシジミ

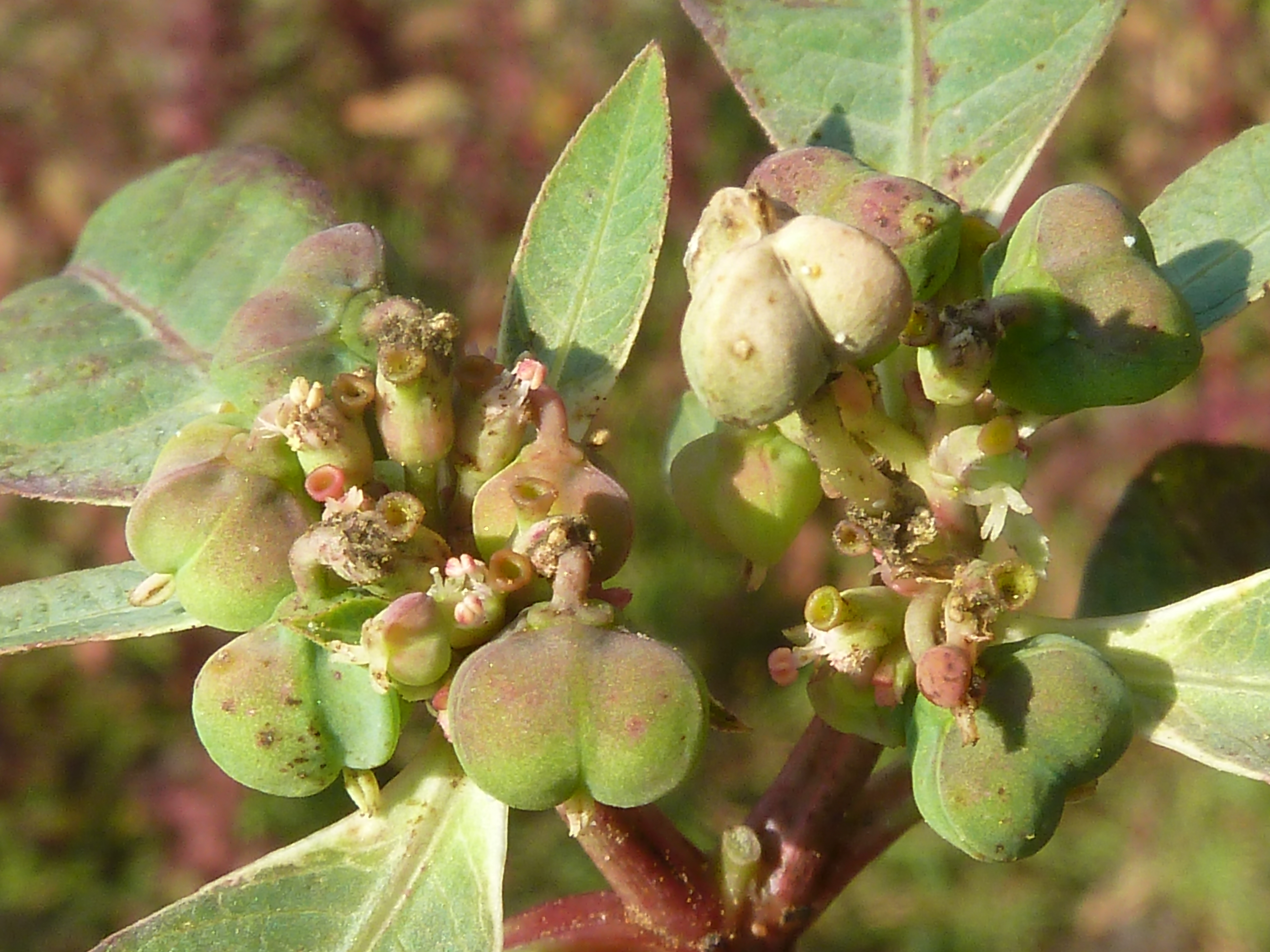
蒴果

### 形態
草丈は1メートルに達する。茎は直立し、茎葉は卵形から披針形で互生し、長さ3-12センチメートル、幅1-6センチメートル。葉の縁は全縁が基本だがしばしば鋸歯や切れ込みを生じ、葉の形態は変化が大きい。茎の先端に小さな杯状花序を集散状につけ、花序周囲の苞葉は対生し、基部が緑白色-白-赤紫色に色付く。
総苞腺体はふつう1～2個で円形。蒴果は三角形で直径5mmほどになり、成熟すると下垂する。

### 分布
アメリカ合衆国～アルゼンチンの熱帯原産で、世界の熱帯から亜熱帯に広く帰化し、帰化地域では畑の強害雑草となっている。日本では太平洋戦争後に沖縄県に帰化し、神奈川県でも採集された記録がある。台湾でも1987年に報告され、その後中国大陸に侵入し広東省・雲南省などで雑草として蔓延しつつある。

## 同定
本種は近縁種のショウジョウソウ（Euphorbia cyathophora）と混同されることがあるが、ショウジョウソウの苞葉が独特のヴァイオリン形で基部が鮮やかな赤色を呈するのに対し、本種の苞葉は卵形～披針形で基部は白系統の色であることで区別できる。総苞腺体の形状がショウジョウソウは横長楕円形に対し本種は円形である等の違いもある。